# Calyptranthes pulchella
Calyptranthes pulchella är en myrtenväxtart som beskrevs av Dc.. Calyptranthes pulchella ingår i släktet Calyptranthes och familjen myrtenväxter. Inga underarter finns listade i Catalogue of Life.